# Гойсуета (Наварра)
Гойсуета (баск. Goizueta, ісп. Goizueta) — муніципалітет в Іспанії, у складі автономної спільноти Наварра. Населення — 780 осіб (2009).
Муніципалітет розташований на відстані близько 340 км на північний схід від Мадрида, 43 км на північний захід від Памплони.
На території муніципалітету розташовані такі населені пункти: (дані про населення за 2009 рік)
- Айтасемегі: 71 особа
- Алькайнсуріайн: 30 осіб
- Алькасоальдеа: 48 осіб
- Артікуца: 3 особи
- Еспідеальдеа: 55 осіб
- Гойсуета: 561 особа
- Тартасу: 12 осіб

## Демографія
Динаміка населення (INE ):

## Галерея зображень
- Розташування муніципалітетуРозташування муніципалітету